# Kalabankoro
Kalabankoro es una ciudad del círculo de Kati, región de Kulikoró, Malí. Se localiza al suroeste de la capital, Bamako, junto al Río Níger. Su población era de 166.722 habitantes en 2009.